# Bloemfontein Celtic Football Club
El Bloemfontein Celtic Football Club és un club de futbol sud-africà de la ciutat de Bloemfontein.

## Història
El club va ser fundat l'any 1969 amb el nom de Mangaung United Football Club. El 1984 fou comprat per Petros Molemela i adoptà el nom de Bloemfontein Celtic. També s'anomenà Frasers Celtic i Magic Curl Celtic.

## Palmarès
- Mainstay Cup:[3]

1985
- Telkom Knockout:[3]

2012
- MTN8/SAA Sup 8 Cup:[3]

2005
- Telkom Charity Cup::[3]

2007
- First Division Inland Stream:

2003-04
- Charity Showdown:

2014